# Tepuibasis garciana
Tepuibasis garciana là một loài chuồn chuồn kim trong họ Coenagrionidae.
Tepuibasis garciana được De Marmels miêu tả khoa học năm 2007.